# Martí l'Humà

El senyal reial amb la cimera de Cavalleria de Sant Jordi de l'Inventari del rei Martí

Martí l'Humà o l'Eclesiàstic, anomenat també Martí I d'Aragó i Martí I de Catalunya-Aragó (Perpinyà, 29 de juliol de 1356 - Barcelona, 31 de maig de 1410), fou sobirà dels territoris de la Corona d’Aragó amb els títols principals de rei d'Aragó, de Mallorca, de València i de Sardenya i Còrsega, i comte de Barcelona, de Rosselló i de Cerdanya (1396-1410), als quals n'afegiria altres posteriorment com el comtat d'Empúries (1402, 1407-1410) i, a la mort del seu fill Martí el Jove, també el regne de Sicília (1409-1410). La seva mort sense descendència masculina legítima comportà la fi de la dinastia barcelonina i tot seguit un interregne fins a la fi del Compromís de Casp, que entronitzaria la dinastia Trastàmara en la figura de Ferran d'Antequera.

## Aspecte
S'afirma de Martí l'Humà que va ser un home moderat, de caràcter benigne i amb un temperament més tranquil i reposat que el que havia caracteritzat el seu pare o el seu germà, cosa que li va proporcionar més paciència i més voluntat de negociador. Va ser una persona poc enèrgica, físicament va ser un home gros i amb poca salut, i aquests trets van augmentar i fer-se més palesos amb l'edat. Amb tot, el rei va ser extraordinàriament devot, per això a l'època el coneixen més pel sobrenom de l'«Eclesiàstic» que no pas per l'«Humà», que procedeix precisament del seu caràcter afable i humanitari.

## Primers anys
Martí era el fill segon del matrimoni entre Pere el Cerimoniós i Elionor de Sicília. Per la seva posició secundària en la successió, sense la possibilitat aparent de regnar, el seu pare li va procurar títols: el 1368 el va nomenar comte de Besalú i l'any següent el feia senescal de Catalunya, el 1372 també el feia comte de Xèrica; i un gran patrimoni que s'estenia per les localitats d'Elx i Crevillent.
Al final de la vida del seu pare, va mantenir una posició de moderació en relació amb l'enfrontament que tenia amb el seu germà, Joan, el primogènit, dominat per la seva esposa Violant de Bar, amb una política més francòfila, contrària a l'anglòfila que havia dut a terme el Cerimoniós i, en termes generals, la tradicional de la Corona d'Aragó. Amb l'ascens del seu germà al tron el 1387 fou nomenat duc de Montblanc i lloctinent seu.

### Qüestió siciliana
Com a fill d'Elionor de Sicília, Martí va esdevenir hereu dels drets a la corona del regne sicilià a la mort de la seva mare el 1375. Tanmateix, el seu pare n'hi havia cedit els drets propis el 1380. No obstant això, la situació canvia en concertar-se el matrimoni del seu fill Martí amb la llavors reina de l'illa, Maria de Sicília, hereva de Frederic III de Sicília, que havia estat raptada i portada a Catalunya. El seu pla consistí a reinstaurar la seva recent nora al tron de Sicília amb una expedició militar a l'illa el 1392.
En presentar-se a l'illa amb l'estol que havia organitzat, i on viatjaven també el seu fill i la seva nora, només va trobar-se amb l'oposició dels Chiaramonte, però la presa de la ciutat de Palerm i l'execució d'Andrea Chiaramonte, no significaren la fi de la resistència siciliana sinó, ans al contrari, va ser la guspira que va fer esclatar una gran insurrecció de la noblesa a l'illa. Es va arribar fins i tot a dur un setge a Catània, on es trobaven Martí i els monarques sicilians. Finalment, la greu situació va exigir que s'enviessin més tropes des de Catalunya, que van ser reunides amb urgència per Bernat de Cabrera i l'esposa de Martí, Maria de Luna. A més, Martí va comptar amb l'ajut de l'estol preparat pel seu germà, que en principi havia d'anar en expedició a Sardenya a sufocar una nova insurrecció a l'illa, però finalment no hi anaren i les naus van dirigir-se a Sicília.

## Regnat
Joan el Caçador moria sobtadament el 29 de juliol de 1396 sense descendència masculina, convertint Martí en l'hereu de la Corona. Quan succeïx la mort del rei, Martí encara no havia acabat de sufocar la revolta a Sicília per reinstaurar a la reina Maria i deixar al seu fill una illa més pacificada. Mentre Martí s'estava a Sicília un any més abans de tornar a la península, es va encarregar de la regència la reina consort, Maria de Luna, que no obstant les diverses dificultats que trobar-se en iniciar el regnat, va veure's recolzada per la ciutat de Barcelona, la Diputació del General i altres persones i institucions que s'havien oposat al rei Joan als darrers anys del seu regnat. Una de les principals dificultats van ser les demandes per obtenir la corona de Mateu I de Foix, casat amb Joana, filla del recentment mort rei Joan; les seves tropes van intentar una invasió de Catalunya a través de la vall de la Noguera Pallaresa l'octubre de 1396, però que va ser rebutjada.
L'altra filla supervivent de Joan I, Violant d'Aragó també pretenia succeir-lo gràcies a l'ajuda del seu marit Lluís II de Nàpols.

### Cisma d'Occident
En el Cisma d'Occident va ser partidari i defensor de l'aragonès Benet XIII, conegut com el papa Luna, parent de l'esposa del rei Maria de Luna. En aquest sentit, Martí va continuar la línia de posicionar-se a favor del papa d'Avinyó que ja havia exercit el seu germà, mentre que ambdós havien realitzat una política totalment contrària a la del seu pare, que havia mantingut una posició d'indiferència, aprofitant per beneficiar-se de mantenir relacions diplomàtiques amb ambdues corts papals.
La situació va fer que en 1398 l'expedició que es va dirigir a Tedelis, a continuació va anar a Avinyó per mirar d'alliberar Benet XIII del setge al que el tenia sotmès Geoffrey Boucicaut al seu palau després que un concili de l'Església de França el 1398 es manifestà contrari a Benet XIII i posà l'Església a França sota control del poder reial i el rei de França retirés l'obediència al Papa. La flota no pogué remuntar el Roine pel poc cabal que duia el riu, però aconseguí que es concedís una treva de tres mesos als assetjats. Finalment, el papa hagué de retirar-se a Catalunya en veure's sense més reconeixement que del sobirà de la Corona d'Aragó, primer instal·lant-se a Perpinyà i, finalment, Barcelona, on va tenir gran importància i influència en els afers referents a la successió de la monarquia.

### Empúries
El 2 de gener de 1402, Martí esdevenia comte d'Empúries, amb el comtat unit definitivament a la corona. Aquest comtat havia sigut governat de forma independent, en possessió d'una branca del casal d'Aragó des de 1324, quan Jaume II el Just el va donar al seu fill Pere. No serà fins a final de 1401 quan reverteix a la corona, segona una clàusula del document de cessió de Jaume II de 1324, a la mort de Pere III d'Empúries sense descendència.
El mateix any de la seva incorporació, Martí el cedí a la seva esposa Maria de Luna, que en morir el 1407 el revertia de nou a la corona. Martí l'Humà serà comte d'Empúries aproximadament dos anys fins al 1409, en què es veu obligat a empenyorar el comtat i les rendes que en percebia a la ciutat de Barcelona, a canvi de 50.000 florins d'or, davant les necessitats econòmiques per fer front a la nova revolta a Sardenya.
No obstant aquest fet, ell i els seus successors en van conservar l'alta sobirania, car simplement va ser un empenyorament temporal i no pas una venda.

### Berberia
El 1398 i 1399, a conseqüència del saqueig de Torreblanca i altres atacs corsaris, realitzà dues croades contra Tedelis i Bona. El fracàs de l'expedició forçà el rei a signar un tractat de pau amb Abu-Faris Abd-al-Aziz en 15 de maig de 1403, que aviat es mostrà ineficaç.

### Sardenya
El 1400 reuní a Tortosa un parlament de ciutats marítimes que van atorgar al rei català un donatiu per defensar les possessions catalanes a l'illa de Sardenya.
El 1400 hagué de sufocar una altra rebel·lió dels Arborea a Sardenya, els quals, ajudats per Gènova, l'arribaren a ocupar gairebé tota, excepte la zona de l'Alguer. En la campanya per recuperar l'illa el 1409, morí el seu fill Martí el Jove, rei, amb l'esperança frustrada d'aconseguir descendència.
De fet Jaume II d'Urgell no fou designat hereu del regne com a tal, ja que Martí volia legitimitzar el fill natural que havia tingut Martí el Jove, l'infant Frederic de Luna. Martí I morí, però, sense haver-ho fet i sense haver designat successor.

## Mort
Martí és el darrer rei, per línia directa, del casal de Barcelona. Amb la seva mort es convocà el Compromís de Casp de 1412, en el qual es trià per succeir-lo a Ferran I, anomenat el d'Antequera.
El rei va morir al monestir de Santa Maria de Valldonzella el 31 de maig de 1410. La crònica més detallada del fet és la de Lorenzo Valla, escrita el 1445 a la cort de d'Alfons el Magnànim tenint com a font al bufó de la cort de Martí, mossèn Borra. Segons el seu testimoni el monarca es posà greument malalt el 29 de maig després de sopar en abundància. Valla no s'inclina per una causa concreta de la mort, de fet hi ha diverses teories entre les quals hi ha la pesta, unes fortes febres, la ingesta intencionada de medicines per estimular la procreació, els mateixos efectes del sopar abans esmentats o una dispèpsia que es complicà per les malalties que ja patia el rei. Fins i tot esmenta el rumor d'un possible enverinament de la mà de l'esposa i la mare de Jaume II d'Urgell, a la qual s'atribueix una escena sacsejant el cos del moribund intentant que nomenés successor a l'urgellenc.
Valla també esmenta una anècdota, en la qual atribueix al bufó Borra provocar un darrer atac de riure al rei que posà fi a la seva vida. Aquesta versió, que ha estat reproduïda posteriorment per alguns autors, com l'historiador anglès Paul N. Morris o l'escriptor John Doran, no té cap mena de fonament històric, sinó que es deu molt probablement a la coneixença i erudició de Valla de la vida de personatges de l'Antiguitat que van morir d'un atac de riure de la mateixa manera que relata la del rei.
Deixant de banda l'anècdota, l'agonia de Martí fou lenta i dolorosa. S'havia considerat que Martí l'Humà havia fet una darrera declaració el 31 de maig a Ferrer de Gualbes, ambaixador en representació de les Corts Catalanes, on deia que la successió s'havia de dilucidar per justícia. No obstant això, la historiografia catalana de mitjan segle xx, havia qüestionat l'autenticitat de l'acta, de la qual no se'n conservava l'original; l'únic que en defensà l'autenticitat fou Ramón Menéndez Pidal. El document va ser trobat, amb altres documents, el 2009 a l'Arxiu de la Corona d'Aragó. De la documentació es desprèn que els dies de l'agonia del monarca hi hagué molt de moviment al seu voltant i es validaren i es decidiren molts afers més enllà de la successió. El fet és que la troballa va desmuntar les acusacions més modernes de falsedat o manipulació de l'original a través de les diverses còpies o transcripcions que se'n feren. Però el cert és que en essència el document no va ser canviat sinó que el canvi es degué a qüestions estilístiques de caràcter notarial.
La decisió del monarca fou dilucidar la successió a través de la justícia, demanant l'esmena de la proposta de les Corts Catalanes d'escollir qui havia de govern el Principat, i que amb la modificació, salvaguardant el poder reial, acceptà. Per tant, en contra dels detractors de l'autenticitat del document, Martí no intentà deixar Frederic com a successor, tot i la ratificació del testament del rei, datat del 2 de desembre de 1407 o la legació de Sicília. Almenys no aparenta decantar-se per cap candidat, perquè ni tan sols els esmenta malgrat que tingué la possibilitat de fer-ho. Així doncs, segons les seves darreres voluntats, es va mantenir coherent en el seu discurs sobre la successió fins al darrer moment, tal com tenia pensat des de la tardor i hivern del 1409-1410.
Fou enterrat al Monestir de Poblet.

## Matrimonis i descendència
Va casar-se el 13 de juny de 1372 a la Catedral de Barcelona amb la noble Maria de Luna, membre d'un important llinatge aragonès. De fet, va ser el pare de Martí, Pere el Cerimoniós, qui va procurar que el seu fill es casés amb una persona de l'alta noblesa i de gran riquesa i, en quedar invalidat un primer acord per casar-lo amb Joana de Xèrica, va decantar-se pels Luna.
El matrimoni va tenir quatre fills, els quals moriren tots prematurament tret de l'hereu, Martí:
- Martí (1376 - 1409)
- Jaume (1378-?)
- Joan (1380-?)
- Margarida (v.1385-?)

Davant la mort de Martí, el seu únic fill viu i l'hereu al tron, el 1409, deixant darrere seu només un fill il·legítim, Martí l'Humà es va veure obligat a casar-se en segones núpcies amb Margarida de Prades, filla del baró d'Entença Pere de Prades, descendent directe de Jaume II, al palau de Bellesguard. Amb aquest matrimoni el rei intentà tenir un hereu però, finalment, no ho aconseguí.

## Títols i successors
- A 2 de juliol del 1388: infans Martinus, dux Montisalbi[31]

- A 12 de desembre del 1398: Signum + Martini, Dei gratia regis Aragonum, Valencie, Maioricarum, Sardinie et Corsice, comitisque Barchinone, Rossilionis et Ceritanie[32]

| Martí l'Humà (Senyal antich del rey Daragó) (Senyal Reial) (Armes del regne d'Aragó) Casa d'Aragó del llinatge del comte de Barcelona Naixement: 1356 Mort: 31 de maig 1410 | |                                                                                            |
| Títols | |                                                                                            |
| Precedit per: Joana de Rocabertí (esposa de Pere III d'Empúries) | Comte d'Empúries Primer cop (Llista de comtes d'Empúries) (1402) | Succeït per: Maria de Luna (esposa)                                                        |
| Precedit per: Maria de Luna (esposa) | Comte d'Empúries Segon cop (Llista de comtes d'Empúries) (1407-1410) | Succeït per: (interegne) Al Compromís de Casp s'escull a Ferran I d'Aragó "el d'Antequera" |
| Precedit per: Joan I d'Aragó "el Caçador" (germà) | Rei d'Aragó (Llista de reis d'Aragó) Rei d'Aragó, Comte de Sobrarb (1396–1410) | Succeït per: (interegne) Al Compromís de Casp s'escull a Ferran I d'Aragó "el d'Antequera" |
| Precedit per: Joan I d'Aragó "el Caçador" (germà) | Rei de València (Llista de reis de València) (1396–1410) | Succeït per: (interegne) Al Compromís de Casp s'escull a Ferran I d'Aragó "el d'Antequera" |
| Precedit per: Joan I d'Aragó "el Caçador" (germà) | Rei de Mallorca (Llista de reis de Mallorca) (1396–1410) | Succeït per: (interegne) Al Compromís de Casp s'escull a Ferran I d'Aragó "el d'Antequera" |
| Precedit per: Joan I d'Aragó "el Caçador" (germà) | Rei de Sardenya i Còrsega (Llista de reis de Sardenya) (1396–1410) | Succeït per: (interegne) Al Compromís de Casp s'escull a Ferran I d'Aragó "el d'Antequera" |
| Precedit per: Joan I d'Aragó "el Caçador" (germà) | Comte de Barcelona (Llista de comtes de Barcelona) - Principatus - Comtat de Barcelona, Comtat de Girona, Comtat d'Osona, Comtat de Manresa, Comtat de Conflent, Comtat de Berga Comtat de Rosselló , Comtat de Cerdanya (1396–1410) | Succeït per: (interegne) Al Compromís de Casp s'escull a Ferran I d'Aragó "el d'Antequera" |
| Precedit per: Martí I de Sicília "el Jove" (fill) | Rei de Sicília (Llista de reis de Sicília) (1409–1410) | Succeït per: (interegne) Al Compromís de Casp s'escull a Ferran I d'Aragó "el d'Antequera" |
| Títols d'Apanatge | |                                                                                            |
| — Nova creació: — Apanatge creat pel seu germà Joan I d'Aragó "el Caçador" (1387)                                                                                           | Duc de Montblanc (Llista de ducs de Montblanc) (1387-1396) | Succeït per: el 1412 Joan "el Sense Fe" (renebot)                                          |